# ناوهیرو اویاما
ناوهیرو اویاما (انگلیسی: Naohiro Oyama؛ زادهٔ ۲۴ آوریل ۱۹۷۴) بازیکن فوتبال اهل ژاپن است.
از باشگاه‌هایی که در آن بازی کرده‌است می‌توان به باشگاه فوتبال جوبیلو ایواتا اشاره کرد.